# 1953年至1954年香港甲組足球聯賽
1953–54年香港甲組足球聯賽（英語：Hong Kong First Division Football League），是第 43 屆香港甲組足球聯賽，本屆聯賽共有 13 隊參賽球隊，冠軍是九巴，他們以 24 場 20 勝 1 和 3 合共取得 41 分。九巴隊第 1 次贏得港甲冠軍。

## 外部連結
- 香港足球總會官網（页面存档备份，存于）
- 香港甲組足球聯賽 歷屆冠軍（页面存档备份，存于）